# Педро Сарменто де Гамбоа
Педро Сарменто де Гамбоа (на испански: Pedro Sarmiento de Gamboa) е испански мореплавател, писател, поет, историк, астроном, космограф, математик, хуманист, изследовател и конкистадор от XVI век.

## Произход и ранни години (1532 – 1567)
Родното му място е неизвестно – или Понтеведра в Галисия, от където е бащиния му род, или Алкала де Енарес в Кастилия, където завършва начално образование. Годината на раждане също не е известна със сигурност – вероятно около 1530 – 1532 година.
От 1550 до 1555 служи в армията на император Карлос I Испански, след което прекосява Атлантическия океан и пристига в Мексико, където живее две години. Малко е известно за живота му през този период, освен че е имал проблеми с инквизицията. През 1557 се премества в Перу и остава там повече от 20 години. В Перу се заема с изучаване на морско дело, космография и география.

## Експедиционна дейност (1567 – 1580)

### Откриване на Соломоновите о-ви и Тувалу (1567 – 1569)
Към библейската легенда за съкровищата на цар Саломон в Перу започва да се разпространява и друга, местна. Тя представлява сказание за вероятното плаване на запад от Перу на инка Тупак-Юпанки, предприето 80 години преди появяването на испанците в Перу. Според нея той плавал до някакви острови, които открил и завоювал, и от които докарал черни хора, много злато, бронзов трон, кожа и челюст от кон.
Гамбоа се заразява от местните легенди и няколко години изготвя проекти за организиране на експедиция за търсене на легендарната страна. В средата на 1567 г. Гамбоа предава на управителя на Перу Гарсия де Кастро проект за експедиция в Южните морета, според който на около 2400 морски мили западно от Перу би трябвало да се намира царството на Соломон. Управителят живо се заинтересува от тези планове и заповядва да започне организацията на плаването. От юли до октомври 1567 г. кипи трескава дейност по оборудването на корабите, но управителят уплашен вероятно, че Гамбоа е осъден от инквизицията, или по-скоро желаейки да се обогати от плаването, пренебрегва Сарменто и назначава за началник на експедицията 25-годишния си племенник Алваро де Менданя де Нейра. Сарменто де Гамбоа е причислен към експедицията в качеството си на свръхщатен кормчия. Оборудвани и екипирани са два кораба – „Капитана“ и „Алмиранта“ (под командването на Ернан Галего) с водоизместимост съответно 250 и 100 тона с 80 моряка, 70 войника, четири монаха и няколко негри роби. Отплават от Каляо на 20 ноември 1567 г.
На 15 януари 1568 г. около 9 часа сутринта, един от юнгите забелязва земя. Това е остров Ниутау (6°07′ ю. ш. 177°20′ и. д.) в архипелага Тувалу (Елис), който Менданя нарича Исус Христос. След това испанците откриват още два острова Нанумеа (5°40′ ю. ш. 176°06′ и. д.) и Нануманга (6°17′ ю. ш. 176°19′ и. д.) и атола Нуи (7°13′ ю. ш. 177°09′ и. д.) и продължават на запад.
На 7 февруари моряците забелязват висок бряг. Това са големите острови от архипелага на Соломоновите острови. Менданя погрешно решава, че именно това е митичната страна, в която според легендата са скрити съкровищата на цар Соломон. След като установява, че това е само остров той го кръщава Санта Изабел (2999 км2, 8°02′ ю. ш. 159°11′ и. д.), а на архипелага дава името на израелския цар. За една година те изследват безбройните острови на архипелага в търсене на злато. Експедицията се завръща в Каляо на 22 юли 1569 г.

### Експедиция срещу Френсис Дрейк (1579 – 1580)
През 1579 г., веднага след набезите на Френсис Дрейк по испанските тихоокеански пристанища, от Каляо на юг е изпратена военна флотилия. Основната ѝ задача била да залови кораба на Дрейк на обратния път към Магелановия проток (испанците, естествено, не си и помисляли, че той ще повтори околосветското плаване на Магелан), щателно да изследва протока и да изясни, могат ли да се построят укрепления по бреговете му. В тази експедиция участва и Педро Сарменто де Гамбоа. По пътя натам той извършва частично картиране на крайбрежието на Чили. Военната флотилия не успява да залови Дрейк, защото вече е напуснал зоната и заради лошото време, обичайно за Южно Чили, недостатъчните провизии и недоволството на екипажа командващия флотилията обръща обратно, но Сарменто не го последва. Той се справя с недоволните моряци и продължава изследването на Чилийския архипелаг. На 50°15′ ю. ш. 75°10′ з. д. / 50.25° ю. ш. 75.166667° з. д. открива остров Мадре де Диос.
През 1580 плава в Магелановия проток от запад на изток, заснема го и през 1584 му съставя първата карта. На базата на своите изследвания Сарменто де Гамбоа стига до заключението, че в този район може не само да се построи крепост, но е възможно да се организира и колония.

## Следващи години (1580 – 1592)
Благоприятните изводи, направени от него относно природата на Магелановия проток, напълно съответстват на намерението на испанското правителство. През 1584 Сарменто де Гамбоа превозва от Испания в протока стотици войници и колонисти, сред които има и няколко десетки жени. На крайния юг на континента възникват два нови „града“: на атлантическия вход на протока и в самия център на протока, на югоизточния бряг на п-ов Брансуик, който трябва да стане център на нова земеделска колония. Там се заселват около 400 души, в т.ч. 30 жени. След като ги запасява с провизии и семена за посев Сарменто се завръща в Испания. Семената, оставени от Сарменто, обаче не дават реколта и нещастните колонисти, изоставени на произвола на съдбата продължават да преживяват в близките три години с лов и риболов, но постепенно измират от глад, изтощение и в схватки с патагонците.
При пристигането си в Испания Сармиеньо продължава да търси помощ за хората от протока, но Филип II вече е решил да пренебрегне този проблем. 
Умира на 17 юли 1592 година в близост до португалската столица Лисабон, докато пътува с флот по Атлантическото крайбрежие.

## Памет
Неговото име носят:
- връх Монте Сарменто (54°27′ ю. ш. 70°50′ з. д. / 54.45° ю. ш. 70.833333° з. д., 2187 м), в Чили, в западната част на остров Огнена Земя;
- град Сарменто (45°36′ ю. ш. 69°05′ з. д. / 45.6° ю. ш. 69.083333° з. д.), в Аржентина, провинция Чубут;
- езеро Сарменто (51°03′ ю. ш. 72°45′ з. д. / 51.05° ю. ш. 72.75° з. д.), в Южно Чили;
- планинска верига Кордилера Сарменто (51°48′ ю. ш. 73°24′ з. д. / 51.8° ю. ш. 73.4° з. д., 2150 м), в Андите, Южно Чили;
- проток Сарменто (51°25′ ю. ш. 74°05′ з. д. / 51.416667° ю. ш. 74.083333° з. д.), в Чилийския архипелаг.